# Escadaria Betel
Escadaria Betel é uma escadaria histórica construida em 1907 localizada em No. 100A George Street. Ela conecta a George Street com a Circular Quay West e está dentro da Área de Conservação do Patrimônio do The Rocks.

## Construção
A escadaria foi construida em meados 1907, na lateral dos prédios do Tribunal de Justiça (nº 102-104) e o necrotério. Ela ligou a George Street com o Circular Quay, colocando a Bethel Street em desuso. O necrotério deixou de existir nos anos 80, sendo eventualmente substituido pela Igreja dos Marinheiros (nº 98-100). Na parte inferior da escadaria, foi construida a Circular Quay West. Atualmente, ela é propriedade da Gestão de Lugares de Nova Gales do Sul. Seu nome é uma homenagem ao Sindicato de Betel.

## Estrutura
A escadaria é consistida de três lances de blocos de pedra, com 5, 12 e 7 degraus, de baixo para cima, e o corrimão.

## Localização
Originalmente, o local era chamado de Tallawolodah pelos eoras. Acredita-se que o local onde a escadaria seria construida foi aonde os colonos da Primeira Frota originalmente desembarcaram na Austrália, em 1788, apesar do local exato ser desconhecido. Na ocasião, foi erguida uma Union Jack. O local passou a fazer parte do Estaleiro Governamental, e a localização da escadaria estava ao fim da parte norte, no local reservado para Thomas Moore em 1797. Em seguida, tornou-se o Escritório Naval, a sede para o setor governamental de imposição de costumes, que foi realocada em 1827. No século XIX, muitas pessoas mudaram-se para Sydney por causa da febre de ouro, e o local passou a ser considerado uma favela. O governo esvaziou o local após um surto de peste bulbônica em 1900. Nos anos seguintes, o governo tentou urbanizar a área, mas com pouco sucesso. Atualmente, o local está no bairro histórico The Rocks.